# Silbervogel
Срібний птах (нім. «Silbervogel») — проєкт висотного частково-орбітального бомбардувальника-космольоту австрійського вченого доктора Ойґена Зенґера в нацистській Німеччині часів Другої світової війни. Перший детальний проєкт гіперзвукового літака та авіаційно-космічної системи (АКС). Інші назви проєкту — «Amerika Bomber», «Orbital-Bomber», «Antipodal-Bomber», «Atmosphere Skipper», «Ural-Bomber».

## Призначення
Основне призначення бомбардувальника-ракетоплана — бомбардування території США і, зокрема, Нью-Йорку, та дальніх промислових регіонів СРСР, зокрема, Уралу та Сибіру.
«Срібний птах» за розрахунками повинен був нести до 30 тонн бомб максимально. Вага бомбового навантаження залежала від відстані, при розрахунковій відстані в 6500 км до Нью-Йорка бомбове навантаження становила 6 тонн.
У 1941 році проєкт був тимчасово закритий, як і всі амбітні проєкти, які не припускають негайної віддачі.
До кінця Другої світової війни (в 1944 році) проєкт відновився, набувши статусу «зброї відплати». З усім тим, його практично повна нездійсненність в тодішній ситуації була очевидна навіть німецькому командуванню, і роботи з проєкту не просунулися далі ескізних креслень.
Згідно з післявоєнними розрахунками, апарат Зенґера в принципі не міг функціонувати як припускав винахідник, і був би зруйнований при першому ж торканні атмосфери.

## Технічні характеристики
Довжина бомбардувальника 28 м, розмах крил — близько 15 м, суха вага — 10 тонн, вага палива — 84 тонни. Повна стартова вага бомбардувальника близько 100 тонн. РРД бомбардувальника, розроблений самим Зенґером без допомоги групи Дорнбергера, повинен був розвивати тягу до 100 тонн.
Бомбардувальник повинен був стартувати з катапультної установки завдовжки до 3 кілометрів. «Срібний птах» розташовувався на стартовому візку (санчатах), який приводився в рух власними ракетними двигунами разом з приєднаним до них літаком. Після 10 секунд роботи швидкість бомбардувальника на стартовому візку повинна була складати близько 500 м/с. Після цього спрацьовували піроболти, бомбардувальник відокремлювався від візка і, набираючи висоту, включав свій власний ракетний двигун через 36 секунд після старту на відстані близько 12 км від місця зльоту. Робота РРД літака повинна була тривати 336 секунд до вироблення запасів палива.
Теоретична максимальна висота польоту, розрахована доктором Зенґером, становила 260 км, а швидкість літака — 6400 м/с. Таким чином, літак виходив у повністю безповітряний простір ближнього космосу.
Існувало кілька варіантів використання космічного бомбардувальника.

### Перший варіант режиму польоту
За першим варіантом бомбардувальник повинен був стартувати в Німеччині, потім, виходячи в космос по спадній балістичній траєкторії, досягати точки бомбометання, а потім, перелетівши цю точку, сідати на протилежній від Німеччини точці Землі. Ця «антиподна» точка припадала на район Нової Зеландії або Австралії, контрольований союзниками. У цьому випадку ракетоплан неминуче був би втрачений разом з пілотом. Крім того, бомбометання по такому варіанту довелося б проводити з дуже великої висоти, що було б неефективно за точністю влучання в ціль. Компактних та ефективних систем наведення снарядів у той час не було. Перші досліди в цьому напрямку тільки починалися на ФАУ-1/2, але точність їхніх систем дозволяла лише «поцілити в Лондон».

### Другий варіант режиму польоту
За іншим варіантом бомбардувальник повинен був досягати точки бомбометання, здійснювати бомбардування, а потім розвертатися на 180 градусів і повертатися на місце старту. Ракетоплан при старті повинен був досягти швидкістю 6370 м/с і висоти 91 км. У цьому режимі польоту по балістичної траєкторії на відстані приблизно 5500 км від точки старту швидкість ракетоплана впала б до 6000 м/с, а висота польоту знижувалася б до 50 км. Ще через 950 км проводилося бомбометання, після чого літак за 330 секунд з радіусом 500 км робив поворот назад і прямував до місця старту. Швидкість після виходу з розвороту становила б 3700 м/с, а висота — 38 км. На відстані 100 км від місця посадки в Німеччині швидкість літака становила 300 м/с, висота — 20 км. Наступні планування і посадка відбувалися як у звичайного літака за посадкової швидкості всього 140 км/год.

### Третій варіант режиму польоту
Зенґер скористався режимом «хвилеподібного планування», що нагадує рух кинутого плаского каменя, котрий стрибає по поверхні води. Ракетоплан при плануванні з космосу повинен був кілька разів відбитися (зрикошетити) від щільних шарів атмосфери, тим самим значно подовживши відстань можливого польоту.
Для отримання такого режиму польоту ракетоплан мав би набирати максимальну швидкість 7000 м/с до висоти 280 кілометрів, на віддаленні 3500 кілометрів від точки старту робити перше зниження і «відскок від атмосфери» на висоті 40 кілометрів за 6750 кілометрів від точки старту. Дев'яте планування та «відскок» перебували б вже на відстані 27 500 кілометрів від точки старту. Через 3 години 40 хвилин після старту, повністю обійшовши Землю, ракетоплан повинен був приземлитися на аеродромі в Німеччині, прилетівши вже зі зворотного боку від місця старту. Розрахункова точка бомбометання повинна була розташовуватися на черговому зниженні до границь атмосфери.
Розглядалися й інші режими польоту, в тому числі з посадкою бомбардувальника на території дружніх Німеччини країн або бомбометання з втратою літака і катапультування льотчика з попаданням його в полон. У режимі пікірування бомбардувальника на ціль з подальшим катапультуванням пілота могла бути досягнута найвища точність бомбометання.

## Спадок проєкту
Ряд джерел стверджує, що Сталін виявляв інтерес до цього проєкту. Наводяться дані, що, він доручив своєму синові Василю і вченому Григорію Токаєву захопити Зенґера і переправити його в Радянський Союз. Однак, ці плани не вдалися відразу і були скасовані пізніше, і Зенґер жив і працював у Франції, Англії, Швейцарії, ФРН.
За результатами вивчення німецьких креслень проєкту «Срібний птах» в СРСР в 1965 році, під керівництвом Гліба Лозино-Лозинського почалася розробка власного також горизонтально стартуючого і сідаючого, але двоступеневого військового багатоцільового АКС бомбардувальника і транспортера екіпажів і вантажів на орбіту «Спіраль», що залишилася нереалізованою.
У США перша схожа за цілями й також нереалізована військова космічна система 1960-х рр. X-20 базувалася, однак, на вертикальному запуску звичайною ракетою-носієм. Був реалізований експериментальний гіперзвуковий літак X-15, що стартує з іншого літака-носія. Проєкти одноступеневих АКС-космольотів (X-30-NASP та ін.) поки не реалізовані.
У Німеччині в 1990-х і 2000-х роках існував, але був скасований до стадії практичної реалізації проєкт двоступеневої АКС Зенґер-2 з горизонтальним стартом і посадкою. Тоді ж у Великій Британії був розроблений нереалізований проєкт горизонтально стартуючої одноступеневої АКС HOTOL, в одному з варіантів якого передбачався старт з катапульти як у «Срібного птаха».